# Ndokati
Ndokati est un village du département du Nkam au Cameroun. Situé dans l'arrondissement de Yabassi, il est localisé sur la route qui relie Yabassi à Nkondjock, à partir d'un embranchement du carrefour de Ndogbekot vers Ndokati. 

## Population et environnement
En 1967, le village de Ndokati avait 194 habitants. Le village fait partie du canton des Bandem. La population de Ndokati était de 107 habitants dont 55 hommes et 52 femmes, lors du recensement de 2005.